# Бодензе (коммуна)
Бодензе (нем. Bodensee) — община в Германии, в земле Нижняя Саксония.
Входит в состав района Гёттинген. Подчиняется управлению Гибольдехаузен. Население составляет 780 человек (на 31 декабря 2010 года). Занимает площадь 7,47 км².
| Год  | Население |
| ---- | --------- |
| 1990 | 639       |
| 1995 | 672       |
| 2000 | 739       |
| 2005 | 802       |
| 2010 | 778       |